# Sigefroi Ier de Mayence
Pour les articles homonymes, voir Sigefroi.
Sigefroi Ier de Mayence (en allemand : Siegfried I. von Mainz, mort le 16 février 1084) est abbé de Fulda (1058-1060) puis archevêque de Mayence (1060-1084).

## Biographie
Il est issu de la famille franque des Reginbodonen en Rhénanie. Cette famille fournit les comtes dans le District particulier de l'Empereur ainsi que les maires et les intendants de Mayence. Sigefroi est éduqué dans le monastère de Fulda où il devient moine. Il en est élu abbé le 25 décembre 1058.
Le 6 janvier 1060, l'impératrice Agnès, alors régente, le nomme archevêque de Mayence. Au printemps 1062, il prend position aux côtés d'Annon II de Cologne et apparaît ainsi dans les querelles politiques. Néanmoins, il n'a pas eu l'influence que l'on reconnaît à Annon ou à Adalbert de Brême.
Dans la querelle des Investitures, Sigefroi se met du côté de l'empereur.
Pendant l'hiver 1064-1065, il organise un grand pèlerinage à Jérusalem. Il est accompagné des évêques de Bamberg, Ratisbonne et d'Utrecht, et rassemble plus de 7 000 pèlerins. La colonne après une rude traversée de l'Europe du Sud-Est et de l'Anatolie, est agressée et dépouillée par des bédouins de Palestine, et près de 5 000 personnes périront dans l'entreprise. Grâce à l'intervention du calife fatimide qui fait fuir les bédouins, ils arrivent cependant au but le 12 avril et les rescapés rejoignent l'Allemagne en partant de Ramla.
En 1070, il est de nouveau pèlerin à Rome pour demander au pape Alexandre II de pouvoir abandonner sa charge, ce à quoi le pape ne consent pas. Avec Annon II, il fonde à cette époque un monastère bénédictin à Saalfeld : ce monastère devient l'un hauts centres de spiritualité de Thuringe, mais sera détruit en 1526 dans la guerre des Paysans allemands.
En 1072, au cours d'un pèlerinage vers Saint-Jacques-de-Compostelle, il s'arrête à l'abbaye de Cluny, où il rencontre Hugues de Cluny. Les Mayençais exigent alors son retour avant même la fin de son pèlerinage. De retour à Mayence, il promeut ardemment la réforme clunisienne dans son diocèse. C'est dans cet esprit qu'en 1074, il fonde les monastères de Ravengiersburg et d'Hasungen.
En janvier 1076, en pleine querelle des Investitures, Sigefroi préside le synode de Worms, au cours duquel l'empereur fait décréter aux évêques présents la déposition du pape ; mais lors du carême le pape Grégoire VII excommunie l'empereur Henri IV, et dès lors Sigefroi abandonne le parti impérial : il participe même à l'élection d'un antiroi à Trebur en octobre, élection qui donne lieu à la guerre civile connue comme la grande révolte saxonne (en). En conséquence, Sigefroi fut expulsé de son diocèse par les citoyens fidèles à l'empereur. Le 28 janvier 1077, après la fameuse pénitence de Canossa, le pape lève l'excommunication de l'empereur.
Cela n'empêche pas Sigefroi de couronner, le 25 mars 1077, le beau-frère de l'empereur, le duc Rodolphe de Rheinfelden comme antiroi, figure nécessaire aux nobles coalisés contre l'empereur. Le 26 décembre 1081, il participe de nouveau au couronnement d'Hermann de Salm, second antiroi, à Goslar.
Après 1081, Sigefroi se retire des affaires publiques dans le monastère de Hasungen, où il meurt et est enterré.

## Sources
- (en)/(de) Cet article est partiellement ou en totalité issu des articles intitulés en anglais « Siegfried I (Archbishop of Mainz) » (voir la liste des auteurs) et en allemand « Siegfried I. (Mainz) » (voir la liste des auteurs).
- (de) Sigrid Duchhardt-Bösken, « Sigefroi Ier de Mayence », dans Biographisch-Bibliographisches Kirchenlexikon (BBKL), vol. 10, Herzberg, 1995 (ISBN 3-88309-062-X, lire en ligne), colonnes 101-102
- (de) Hannach, Eugen. Erzbischof Siegfried I. von Mainz als persönlicher und politischer Charakter. Rostock, 1900.
- (de) Herrmann, Max. "Siegfried I., Erzbischof von Mainz. 1060-1084." Beitrag zur Geschichte König Heinrichs IV. Leipzig, 1889.
- (de) Rudolph, Rainer. "Erzbischof Siegfried von Mainz (1060-1084)." Ein Beitrag zur Geschichte der Mainzer Erzbischöfe im Investiturstreit. Francfort, 1973.